# Březhrad
Březhrad – dzielnica miasta Hradec Králové.

## Geografia i przyroda

### Położenie
Březhrad jest położony na obszarze Kotliny Czeskiej, na prawym brzegu Łaby, wzdłuż Potoku Plačickiego oraz Kanału Łabskiego. Jego współrzędne geograficzne: 50° 10' 24.563" długości geograficznej wschodniej oraz 15° 47' 21.294" szerokości geograficznej północnej (były Dom Kultury, dziś poczta oraz biblioteka miejscowa).

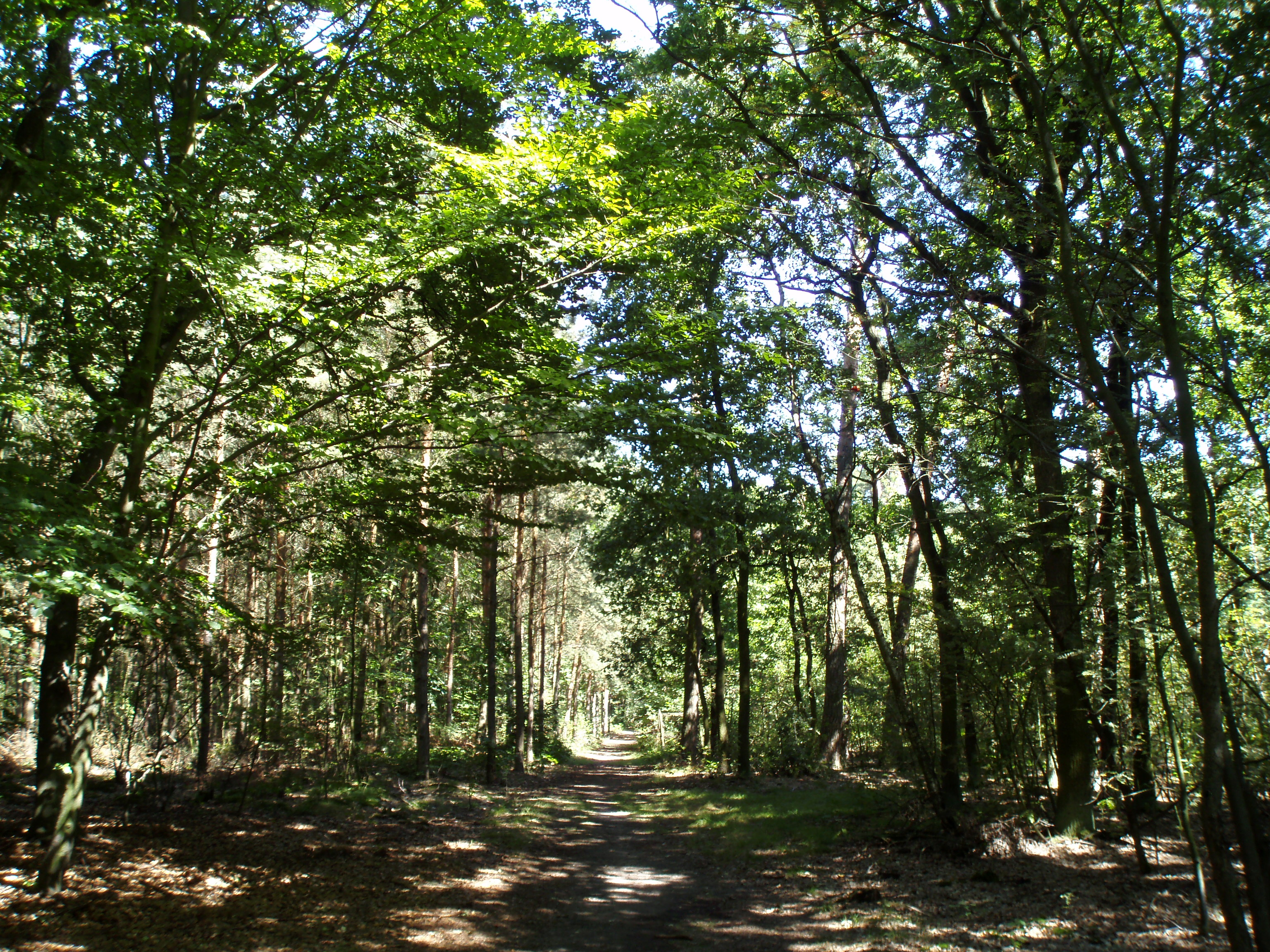
Las Borovinka

### Hydrologia
Miejscowość leży w dorzeczu Łaby. Na terenie dzielnicy jest kilka cieków wodnych (Labský náhon, Plačický potok) oraz stawów (Borovinka, Pod Nábytkem).

### Geologia
W centrum wsi występują gleby lessowe i okolica jego składa się z drobnoziarnistych piasków późnego plejstocenu, zaniesionych przez wiatr, które składają się głównie z ziarn kwarcu. Wokół Łaby, Potoku Plačickiego oraz Kanału Łabskiego wyraźnie dominują osady teras holoceńskich.

### Fauna i flora
Lokalna fauna i flora składa się z typowych gatunków Europy Środkowej. Wzdłuż cieków wodnych znajdują się lasy łęgowe z typową florą i fauną. Znajdują się tutaj również mokradła z bogatą florą i schronieniem płazów. Jednak dominującym typem lasu jest las sosnowy, typowy dla piaszczystych terenów Niziny Połabskiej.

### Ochrona przyrody
Tutaj nie znajdują się obszary chronione.

## Demografia

### Liczba ludności

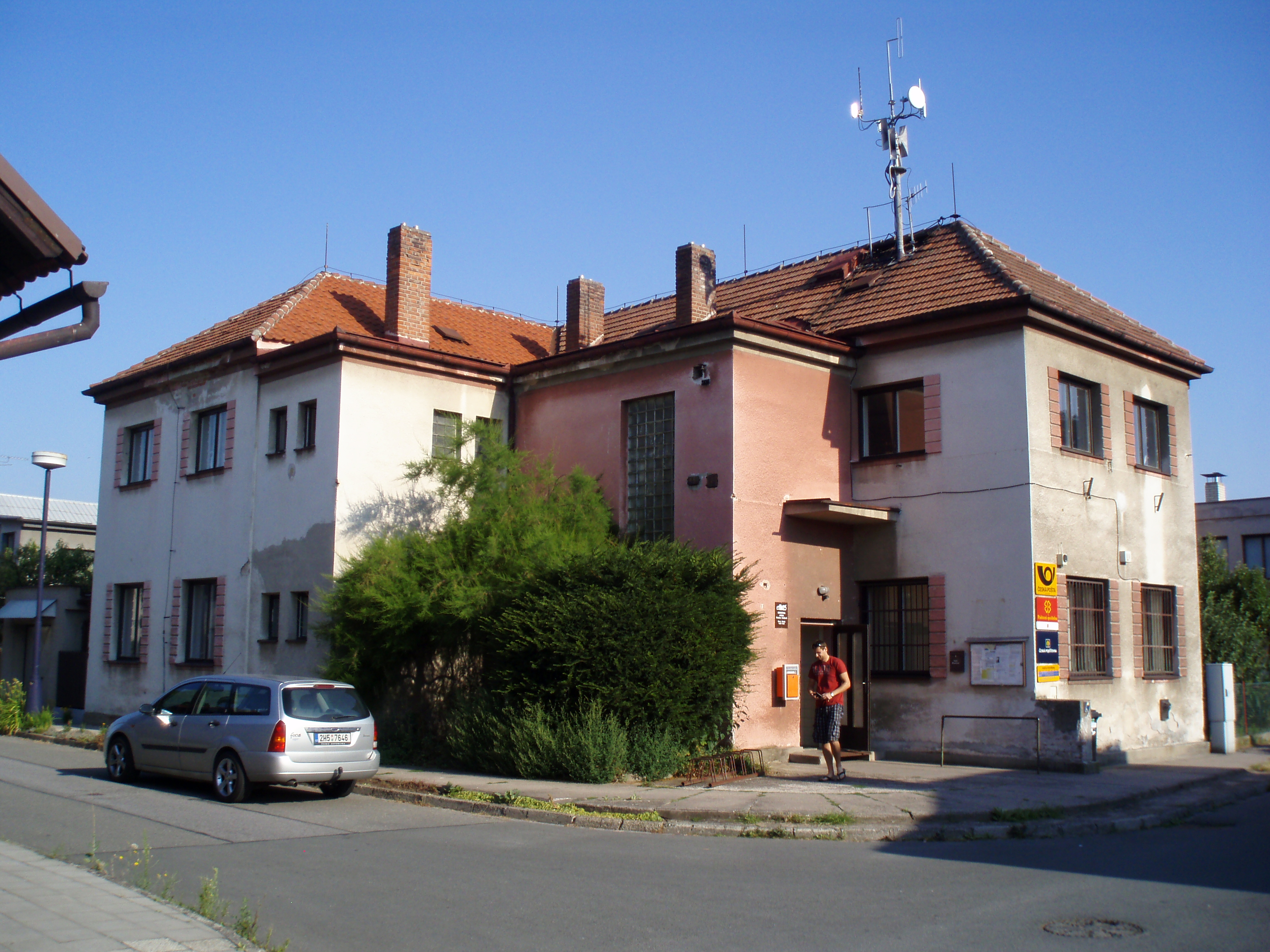
Były Dom Kultury

| Rok             | 1833 | 1844 | 1857 | 1869 | 1900 | 1930 | 1950 | 1961 | 1970 | 1980 | 1991 | 2001 |
| --------------- | ---- | ---- | ---- | ---- | ---- | ---- | ---- | ---- | ---- | ---- | ---- | ---- |
| Liczba ludności | 153  | 164  | 297  | 311  | 418  | 541  | 558  | 643  | 657  | 693  | 802  | 950  |

## Historia
Od czasów prehistorycznych tutaj znajdował się najważniejszy szlak komunikacyjny łączący tereny obecnych miast Hradec Králové i Pardubice. Pierwsza wzmianka źródłowa o Březhradzie pochodzi z 1227 r. Rok później król Wacław I pozwolił tutaj klasztorowi opatovickiemu założyć wieś wraz z młynem wodnym.
Jej poprzednie nazwy, to "Lhota Březhrad" oraz "Břehhrad" i miejscowość nosiła je ze względu na miejsce, które zostało otoczone obwałowaniem, chroniącym przed powodzią. Dwa wieki później występuje już obecna nazwa "Březhrad", obok niego jednak pojawia się jeszcze nazwa "Přehradí" czy "Předhradí", która nie pochodzi od czeskiego słowa hrad - zamek, ale od słowa hráz - tama stawu.
Březhrad własnością klasztoru pozostał do czasów wojen husyckich, kiedy w 1421 r. klasztor został spalony i zburzony, w wyniku czego benedyktyni uciekli i wieś krótko stała się własnością miasta Hradec Králové.
Po zakończeniu wojen husyckich miejscowość została własnością króla Jerzego z Podiebradów. 5 kwietnia 1465 wszystkie wsie zakonne zostały przeniesione na własność jego synów Viktorina, Jindřicha starszego i młodszego, książąt minsterberskich, oraz Boczka z Kunštátu. Březhrad nadal pozostał w rękach Hradca Králové, jako zastaw za 5.000 kop groszy czeskich. Faktycznym właścicielem Březhradu miasto zostało dopiero w 1472 r.
Początek następnego wieku charakteryzują spory z Vilémem z Pernštejna, właścicielem dóbr pardubickich, z powodu dostaw wody do stawów hradeckich oraz istnienia lokalnych wałów. W 1533 r. został tutaj wykopany duży staw, który również był solą w oku sąsiada pardubickiego, tego czasu już jego syna Wojciecha z Pernštejna. Ale również ten spór został rozwiązany.
Na lata 1546–1547 przypada bunt miast królewskich, które sprzeciwiły się udziałowi w tłumieniu wojny ze Związkiem Szmalkaldzkim w Niemczech. Wśród nich był również Hradec Králové. Bitwa pod Mühlbergiem w 1547 r. stała się przyczyną upadku ruchu powstańczego. Majątki miasta zostały skonfiskowane i wieś została sprzedana Janowi z Pernštejna. Przez niego został przyszłego roku przedłużony Kanał Łabski tak, że następnie prowadził wody od Łaby aż do miejscowego młyna. Jaroslav, syn Jana z Pernštejna, ostatecznie sprzedał wieś w 1559 r. miastu Hradec Králové. Tak został zamknięty krótki epizod pernštejnowski.
Pierwszą rzeczą, która została wybudowana przez mieszczaninów hradeckich, była bażantarnia miejska. W 1612 r. wieś została zabrana z powodu długu 13.000 kop groszy czeskich, zagwarantowanego przez gminę Hradec Králové w okresie panowania Rudolfa II, osiem lat później została skonfiskowana przez cesarza Ferdynanda II. Sołectwo březhradskie zostało miastem odzyskane dopiero w 1628 r.

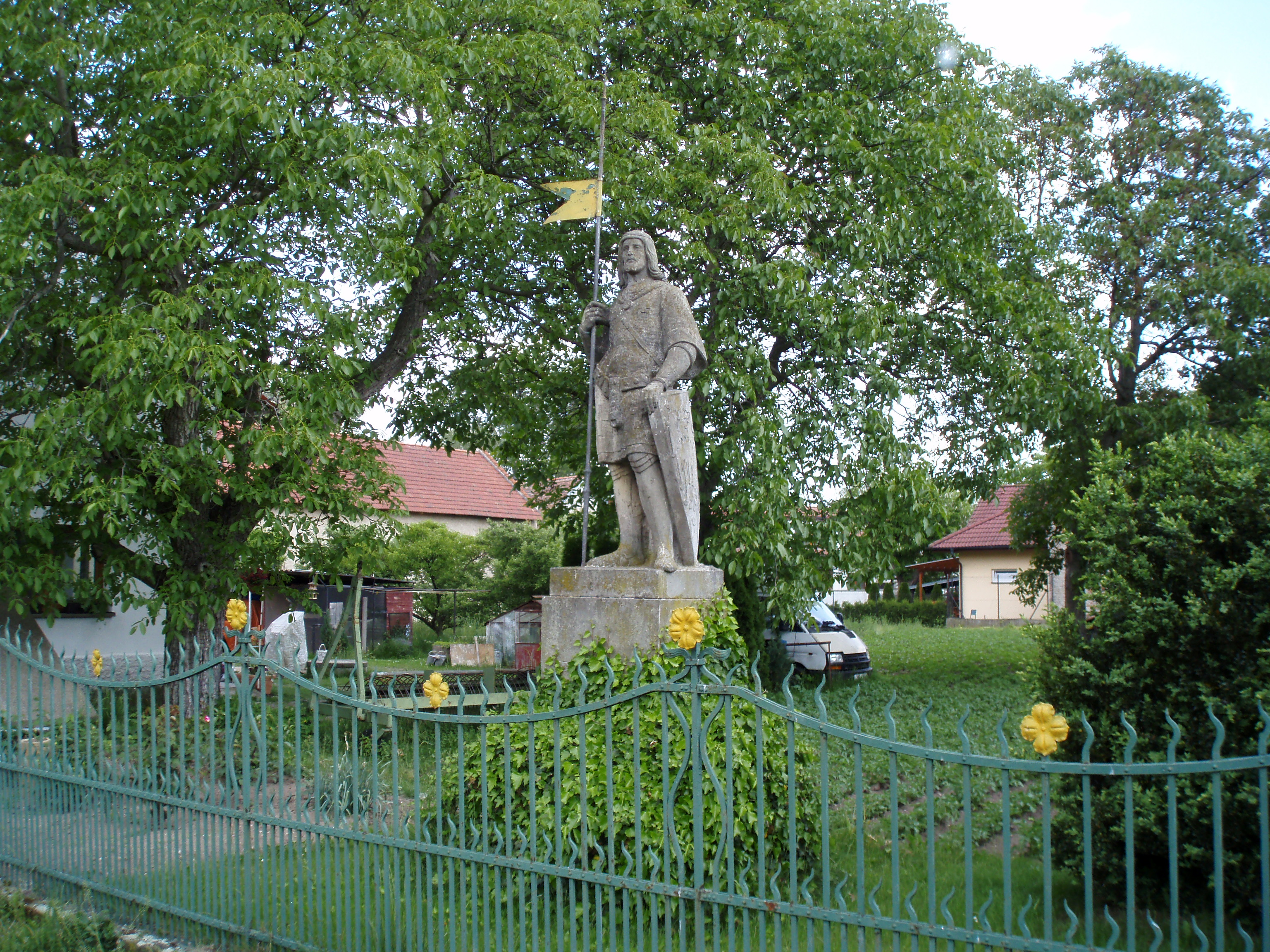
Statua Świętego Wacława

Ale Březhrad nie cieszył się długim pokojem, ponieważ doszło do wojny trzydziestoletniej. W 1642 r. wieś została spalona przez wojska szwedzkie pod dowództwem generała Torstensona i jej ludność powiększała się bardzo powoli, bo w 1770 r. miała tylko 23 domów.
W 1778 r. Maria Teresa Habsburg, cesarzowa rzymsko-niemiecka, nakazała w zakresie raabizacji, czyli reformy polegającej na zamianie roboty pańszczyźnianej na czynsz pieniężny, podzielenie majątku wszystkich dworów hradeckich i przypisanie ich części do bezrolnych za dziedziczną opłatę dzierżawną. Chłopi z Březhradu otrzymali ziemię w 1783 r., ale rzeczywisty rozwój sołectwa przychodzi dopiero w następnym stuleciu.
W 1816 r. František Grégr, nowy młynarz, zburzył drewniany młyn i zbudował nowy murowany. Dziesięć lat później wieś miała 24 domów z 131 mieszkańcem, leśniczówkę oraz gospodę. Także staw został w 1827 r. wysuszony i na jego miejscu powstały pastwiska oraz pola. Znaczący wpływ na nowy rozwój Březhradu miało powstanie nowej drogi z Kuklen w kierunku Pardubic w 1836 r. oraz budowa nowej linii kolejowej dwadzieścia lat później. Miejscowość, która w 1849 r. została samodzielną gminą polityczną, dąży także do utworzenia własnej szkoły. Po 1858 r. był tu nauczycielem František Schejbal, który żył w Březhradzie na emeryturze. Po tym, jak oszalał, wieś została znowu bez szkoły. Później przyszła w dodatku wojna siedmiotygodniowa. Utworzenie szkoły udało się zrealizować dopiero w 1876 r. i nowy budynek szkolny został otwarty w 1878 r.
Miejscowość chciała rozwoju kultury i życia społecznego. W 1886 r. została założona biblioteka i w następnym roku powstała Ochotnicza Straż Pożarna. Březhrad też wymógł utworzenie stacji żandarmerii, która we wsi istniała w latach 1902–1904. W 1906 r. powstało Stowarzyszenie Teatralne „Havlíček“. Także obiecano budowę nowego budynku szkoły. Do jego otwarcia doszło 1 września 1907. W 1912 r. została założona miejscowa kasa oszczędności oraz w 1919 r. klub sportowy DTJ. W 1924 r. do gminy doprowadzono prąd elektryczny, a sześć lat później został założony Sokół. W latach trzydziestych istniała tutaj jeszcze spółka „Hospodářské, nájemné, úsporné a stavební družstvo v Březhradě“.
Śmiałe kroki gminy są utrudnione przez kilka klęsk żywiołowych (1846 powódź, 1929 wielka burza), jednak największą przeszkodą stał się okres obu wojen światowych oraz powojennego przejścia do komunistycznej tyranii. Kilka ówczesnych zmian było bardzo korzystnych dla gminy i jej mieszkańców, większa część nie. W 1953 r. zostało zamknięte przedszkole, ale w tym samym roku rozpoczyna się budowa kombinatu mięsnego, dzięki której rozpoczęła się budowa nowych mieszkań i domów. We wsi powstają organizacje komunistyczne (1946 Komitet Kobiet, 1946 Stowarzyszenie Przyjaźni Czechosłowacko-Radzieckiej, 1953 Osvětová beseda, 1954 Czechosłowacki Czerwony Krzyż i Ludowa Spółka Myśliwska, 1957 Svazarm lub Stowarzyszenie Współpracy z Wojskiem, 1967 Czechosłowacki Związek Kobiet, 1971 Związek Młodzieży Socjalistycznej). Komunistyczne myślenie zdominowało także rolnictwo, bo w 1956 r. została założona Zjednoczona Spółdzielnia Rolnicza. W 1956 r. zostało otwarte również kino. W latach pięćdziesiątych wprowadzono oświetlenie publiczne oraz autobusy linii Hradec Králové-Březhrad-Čeperka. 31 marca 1959 rozpoczęto budowę Domu Kultury (uroczyście otwarty 29 października 1961), 16 marca następnego roku został do wsi doprowadzony gaz oraz 1 sierpnia zaczęła funkcjonować poczta, na którą wszyscy czekali więcej niż sto lat (do tej pory mieszkańcom dzielnicy służyła poczta w Kuklenach). W latach 1962–1963 przeprowadzono adaptację części budynku starej szkoły podstawowej na potrzeby miejscowego przedszkola. 10 października 1963 r. zostało ponownie otwarte przedszkole, które zostało zamknięte dziesięć lat temu. Na początku maja 1965 r. doszło do remontu oraz rozszerzenia szkoły i cztery lata później rozpoczęła się budowa kanalizacji.

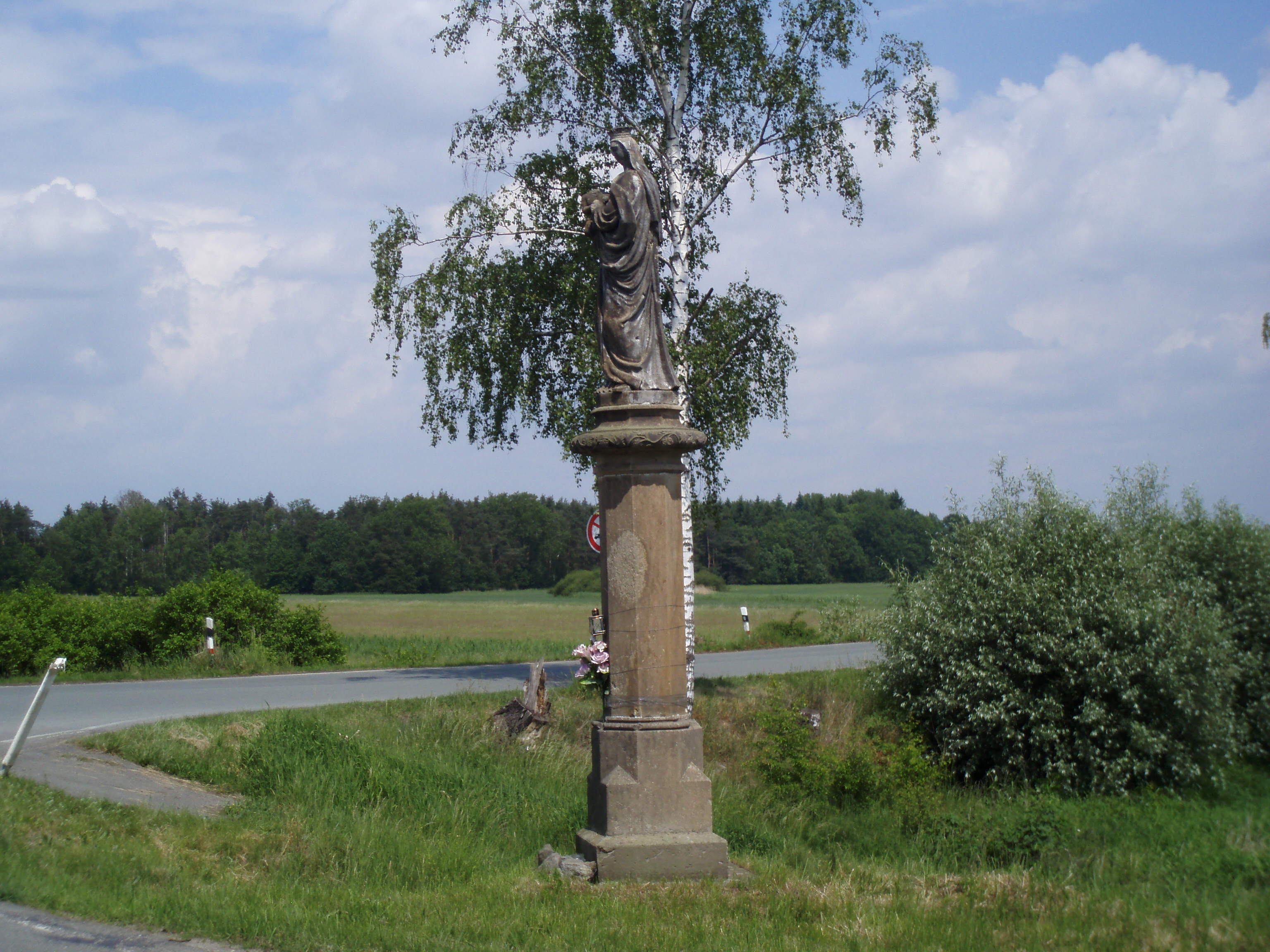
Figura Matki Boskiej

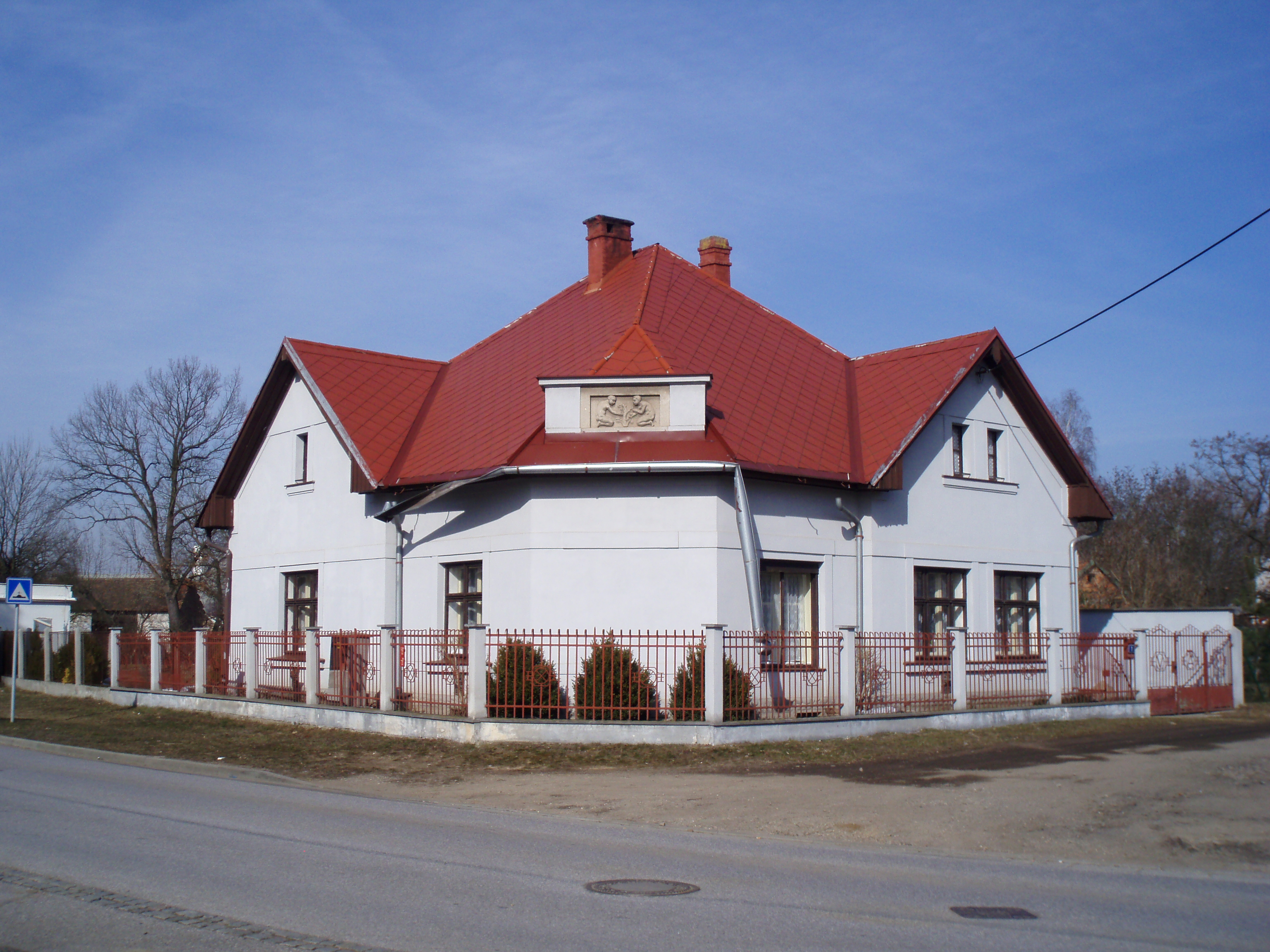
Dom numer 77

Chronologiczna lista burmistrzów w latach 1868-1975
| Imię            | Okres urzędowania |
| Jan Černý       | 1868-1871         |
| Jan Prudký      | 1871-1874         |
| Josef Šejvl     | 1874-1876         |
| František Hampl | 1876-1880         |
| Václav Voborník | 1880-1888         |
| František Pešek | 1888-1896         |
| Eduard Teik     | 1896-1906         |
| Antonín Černý   | 1906-1919         |
| František Šejvl | 1919-1945         |
| Josef Mencl     | 1945-1946         |
| Evžen Vavřina   | 1946-1950         |
| Karel Polda     | 1950-1957         |
| Bohumil Kohout  | 1957-1960         |
| Karel Polda     | 1960-1964         |
| Josef Dlask     | 1964-1975         |

Źródło: Gminna Kronika Březhradu
Na początku lat siedemdziesiątych, rozpoczynają się negocjacje w sprawie przyłączenia wsi do miasta Hradec Králové. 1 stycznia 1976 r. Březhrad został dzielnicą tego miasta. Krok ten nie przyniósł wiele dobrego. Zaraz w następnym roku została zniesiona szkoła podstawowa. W 1979 r. została ograniczona liczba międzymiastowych linii autobusowych, które do Březhradu dojeżdżały. Na początku lat osiemdziesiątych został wybudowany przez spółkę SEMPRA ogrodniczy kompleks szklarni i wkrótce przed tym duży sklep meblowy. Brak rzeczywistego zainteresowania dzielnicą przez miasto powodowało stagnację wsi. Potem w 1989 r. przyszła aksamitna rewolucja i ludzie mieli nadzieję na zmianę. Ale ona nie przyszła. Březhrad pozostał peryferią, która ciągle cieszyła się bardzo małym zainteresowaniem.

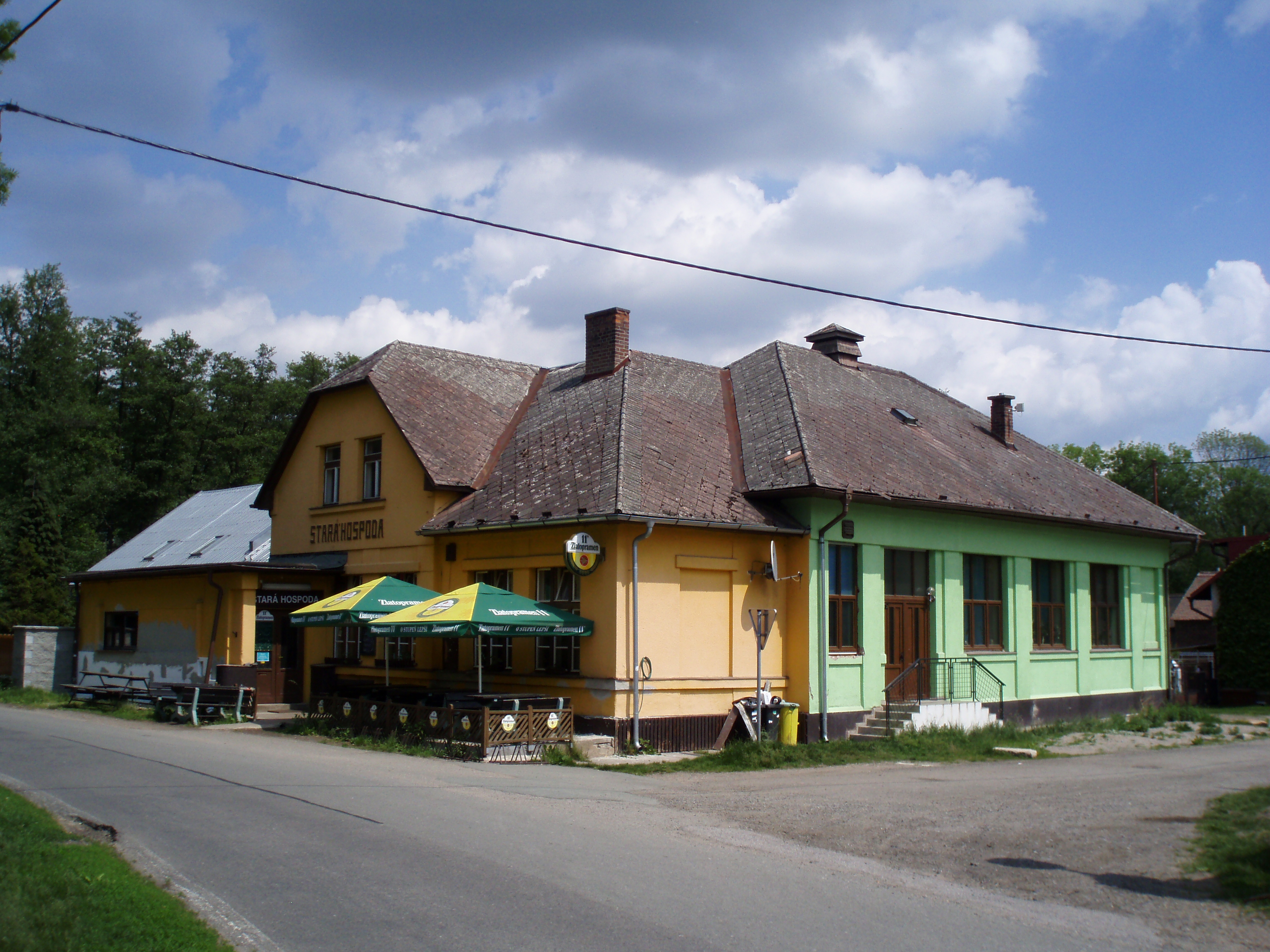
Restauracja "Stará hospoda"

W 1990 r. pojawiły się pierwsze głosy domagające się pełnej niezależności dzielnicy. W dniach 23 do 25 lipca 1990 r. odbyła się ankieta lokalna na temat możliwej niezależności. Zdecydowana większość mieszkańców poparła bez wahania ideę utworzenia nowej gminy politycznej. Do jej utworzenia w końcu nie doszło i stan poprzedni został utrzymywany. Kilka lat mieszkańcy bezskutecznie domagali się zbudowania przejazdu kolejowo-drogowego wyposażonego w rogatki zamykające całą szerokość jezdni, ponieważ tor kolejowy prowadzi przez centrum dzielnicy. 4 kwietnia 2003 autobus transportu miejskiego przejeżdżał przez tutejszy przejazd (pozbawiony zapór) i został zmiażdżony przez nadjeżdżający pociąg. Zginęły cztery osoby - kierowca oraz trzej mieszkańcy Březhradu. Wkrótce po tym miejscowy przejazd kolejowy został wyposażony w samoczynną sygnalizację świetlną z półrogatkami. Cierpliwość mieszkańców dzielnicy skończyła się, kiedy podjęto decyzję o budowie dużej hurtowni stali w pobliżu obszarów mieszkalnych oraz na miejscu ze znaczącym źródłem wody podziemnej. Powstała inicjatywa obywatelska „Za zdravý a bezpečný Březhrad“, która chciala zapobiec tej budowie. Punktem kulminacyjnym tego bezskutecznego protestu była w latach 2009-10 próba referendum w sprawie dotyczącym niepodległości dzielnicy. Do referendum nie doszło dlatego, że nowo powstała gmina musi mieć co najmniej tysiąc osób z pobytem stałym, i warunku tego Březhrad nie spełniał. Dlatego wciąż jest częścią miasta.

## Zabytki
- Zabytkowy krzyż z piaskowca z 1853 r. (rekonstrukcja w 1933 r.)
- Były młyn (ulica U Náhonu nr 86) z tablicą ku czci Dr Julia Grégra (została odsłonięta 3 października 1898[14], wykonana z różowego marmuru według wzoru rzeźbiarza Fr. Stránskiego)
- Pomnik Poległych w I Wojnie Światowej z 1920 r. (autor K. Hilse z Pouchova)
- Figura Matki Boskiej z 1868 r.
- Figura Świętego Wacława z 1922 r. (znajduje się w ogrodzie domu nr 15/10)
- Pomnik Czechosłowackiej Państwowości przy przystanku autobusowego „Bytovky“
- Pomnik ofiar wypadku autobusowego z 2003 r. (odsłonięty w 2005 r.)

## Znani mieszkańcy i osoby związane z dzielnicą
- Julius Grégr (19 grudnia 1831 Březhrad[15] – 4 października 1896 Dol u Libčic nad Vltavou), polityk, publicysta oraz dziennikarz

## Przemysł
Przemysł, handel i usługi tu utrzymywały się na poziomie drobnych przemysłowców. Najbardziej znanym i najlepiej prosperującym warsztatem był miejscowy młyn wodny. Na przełomie XIX i XX w. przygotowano tutaj także mielonej cykorii. Później była w młynie też piekarnia. Rzeczywisty przemysł we wsi pojawił się dopiero w XX w. W 1960 r. został uruchomiony nowy kombinat mięsny, jegoż budowę rozpoczęto w 1953 r Ale w 1999 r. wstrzymał produkcję i następnie zakończył działalność w stanie upadłości.

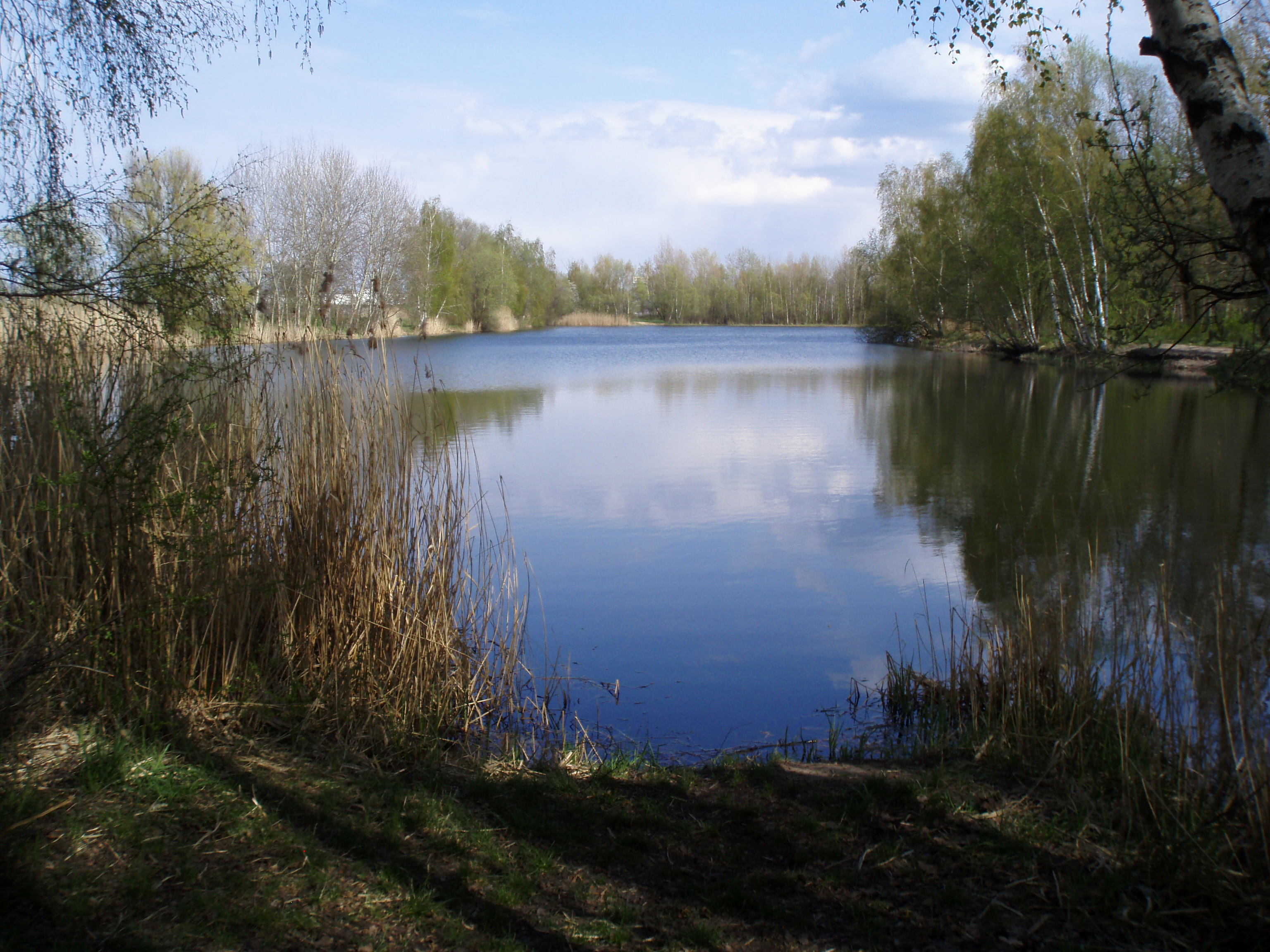
Staw Borovinka

## Rolnictwo
Rolnictwo nie miało sprzyjających warunków do rozwoju. Podmokłe gleby nie były korzystne dla produkcji roślinnej, więc jedną z głównych dziedzin rolnictwa została hodowla zwierząt gospodarskich. Najbardziej były uprawiane ziemniaki i buraki cukrowe. W 1953 r. w Březhradzie było 92 ha ziemi ornej i 77 ha pastwisk. W tym samym roku w gospodarstwach utrzymywanych było 132 sztuk bydła, w tym 82 krów mlecznych, 87 sztuk trzody chlewnej, 8 koni, 7 owiec oraz 545 sztuk drobiu. 1 listopada 1954 została tutaj założona przez Jednotné zemědělské družstvo Lhota pod Libčany ferma drobiu i dwa lata później została założona miejscowa Zjednoczona Spółdzielnia Rolnicza, która k dniu 1 stycznia 1962 r. została częścią PGR Plačice.